# Yves Bissouma
Yves Bissouma (Issia, 30 agosto 1996) è un calciatore maliano, centrocampista del Tottenham e della nazionale maliana.

## Caratteristiche tecniche
Centrocampista di interdizione, può giocare anche mediano. In possesso di una buona forza fisica e aggressività, risulta essere un ottimo recupera palloni, oltreché forte nei contrasti. Ai tempi del Lilla è stato utilizzato come terzino dall'allenatore Marcelo Bielsa, ruolo in cui però non si trovava a suo agio.

## Carriera

### Club
Nato in Costa d'Avorio, ma cresciuto in Mali, inizia la sua carriera nel 2009 tra le file del Majestic SC. Nel 2014 passa al Real Bamako con cui, nello stesso anno, esordisce professionalmente.
Nel 2016 viene acquistato dal Lilla. Il 28 luglio debutta, sia con i francesi che in UEFA Europa League, nella partita di andata pareggiata 1-1 contro il Qəbələ e valevole per la qualificazione alla manifestazione. Il 20 settembre seguente, invece, è la volta dell'esordio in Ligue 1, nell'incontro perso 1-2 contro il Tolosa. L'11 luglio 2017 realizza il suo primo gol in carriera contro l'Angers. Conclude l'esperienza francese con 4 reti in 55 partite totali.
Nel 2018 si trasferisce al Brighton, con cui firma un contratto quinquennale.
Il 17 giugno 2022 firma un contratto quadriennale con il Tottenham, valido a partire dal 1º luglio seguente.

### Nazionale
Nel 2015 ha esordito con la nazionale maliana. L'anno seguente ha preso parte al Campionato delle nazioni africane, dove ha segnato la rete della vittoria in semifinale contro la Costa d'Avorio. I maliani termineranno la competizione al secondo posto.

## Controversie
Il 7 ottobre 2021 viene arrestato per violenze sessuali, venendo dunque sospeso dalla nazionale maliana e dal Brighton. Il 29 maggio 2022 è stato assolto da ogni accusa.
Il 10 agosto 2024 si è filmato mentre inalava del gas esilarante. A seguito di questo gesto è stato sospeso dal Tottenham.

## Statistiche

### Presenze e reti nei club
Statistiche aggiornate al 21 maggio 2025.
| Stagione         | Squadra          | Campionato       | Campionato | Campionato | Coppe nazionali | Coppe nazionali | Coppe nazionali | Coppe continentali | Coppe continentali | Coppe continentali | Altre coppe | Altre coppe | Altre coppe | Totale | Totale |
| Stagione         | Squadra          | Comp             | Pres       | Reti       | Comp            | Pres            | Reti            | Comp               | Pres               | Reti               | Comp        | Pres        | Reti        | Pres   | Reti   |
| ---------------- | ---------------- | ---------------- | ---------- | ---------- | --------------- | --------------- | --------------- | ------------------ | ------------------ | ------------------ | ----------- | ----------- | ----------- | ------ | ------ |
| 2016-2017        | Lilla            | L1               | 23         | 1          | CF+CdL          | 3+0             | 0               | UEL                | 1                  | 0                  | -           | -           | -           | 27     | 1      |
| 2017-2018        | Lilla            | L1               | 24         | 2          | CF+CdL          | 2+2             | 1+0             | -                  | -                  | -                  | -           | -           | -           | 28     | 3      |
| Totale Lilla     | Totale Lilla     | Totale Lilla     | 47         | 3          |                 | 7               | 1               |                    | 1                  | 0                  |             | -           | -           | 55     | 4      |
| 2018-2019        | Brighton         | PL               | 28         | 0          | FACup+CdL       | 5+1             | 1+0             | -                  | -                  | -                  | -           | -           | -           | 34     | 1      |
| 2019-2020        | Brighton         | PL               | 22         | 1          | FACup+CdL       | 1+0             | 0               | -                  | -                  | -                  | -           | -           | -           | 23     | 1      |
| 2020-2021        | Brighton         | PL               | 36         | 1          | FACup+CdL       | 3+0             | 1               | -                  | -                  | -                  | -           | -           | -           | 39     | 2      |
| 2021-2022        | Brighton         | PL               | 26         | 1          | FACup+CdL       | 1+1             | 1+0             | -                  | -                  | -                  | -           | -           | -           | 28     | 2      |
| Totale Brighton  | Totale Brighton  | Totale Brighton  | 112        | 3          |                 | 12              | 3               |                    | -                  | -                  |             | -           | -           | 124    | 6      |
| 2022-2023        | Tottenham        | PL               | 23         | 0          | FACup+CdL       | 1+1             | 0               | UCL                | 3                  | 0                  | -           | -           | -           | 28     | 0      |
| 2023-2024        | Tottenham        | PL               | 28         | 0          | FACup+CdL       | 0               | 0               | -                  | -                  | -                  | -           | -           | -           | 28     | 0      |
| 2024-2025        | Tottenham        | PL               | 27         | 2          | FACup+CdL       | 2+4             | 0               | UEL                | 10                 | 0                  | -           | -           | -           | 43     | 2      |
| Totale Tottenham | Totale Tottenham | Totale Tottenham | 78         | 2          |                 | 8               | 0               |                    | 13                 | 0                  |             | -           | -           | 99     | 2      |
| Totale carriera  | Totale carriera  | Totale carriera  | 237        | 8          |                 | 27              | 4               |                    | 14                 | 0                  |             | -           | -           | 278    | 12     |

### Cronologia presenze e reti in nazionale
| Cronologia completa delle presenze e delle reti in nazionale ― Mali | Cronologia completa delle presenze e delle reti in nazionale ― Mali | Cronologia completa delle presenze e delle reti in nazionale ― Mali | Cronologia completa delle presenze e delle reti in nazionale ― Mali | Cronologia completa delle presenze e delle reti in nazionale ― Mali | Cronologia completa delle presenze e delle reti in nazionale ― Mali | Cronologia completa delle presenze e delle reti in nazionale ― Mali | Cronologia completa delle presenze e delle reti in nazionale ― Mali |
| Data                                                                | Città                                                               | In casa                                                             | Risultato                                                           | Ospiti                                                              | Competizione                                                        | Reti                                                                | Note                                                                |
| ------------------------------------------------------------------- | ------------------------------------------------------------------- | ------------------------------------------------------------------- | ------------------------------------------------------------------- | ------------------------------------------------------------------- | ------------------------------------------------------------------- | ------------------------------------------------------------------- | ------------------------------------------------------------------- |
| 18-10-2015                                                          | Bamako                                                              | Mali                                                                | 2 – 1                                                               | Mauritania                                                          | Q. Campionato delle Nazioni Africane 2016                           | -                                                                   | Ingresso                                                            |
| 19-1-2016                                                           | Gisenyi                                                             | Mali                                                                | 2 – 2                                                               | Uganda                                                              | Campionato delle Nazioni Africane 2016 - 1º turno                   | -                                                                   |                                                                     |
| 23-1-2016                                                           | Gisenyi                                                             | Zimbabwe                                                            | 0 – 1                                                               | Mali                                                                | Campionato delle Nazioni Africane 2016 - 1º turno                   | -                                                                   | 59’                                                                 |
| 4-2-2016                                                            | Kigali                                                              | Mali                                                                | 1 – 0                                                               | Costa d'Avorio                                                      | Campionato delle Nazioni Africane 2016 - Semifinale                 | 1                                                                   | 76’ 89’                                                             |
| 7-2-2016                                                            | Kigali                                                              | RD del Congo                                                        | 3 – 0                                                               | Mali                                                                | Campionato delle Nazioni Africane 2016 - Finale                     | -                                                                   | 64’ 90+2’                                                           |
| 12-11-2016                                                          | Bamako                                                              | Mali                                                                | 0 – 0                                                               | Gabon                                                               | Qual. Mondiali 2018                                                 | -                                                                   | 59’                                                                 |
| 7-1-2017                                                            | Marrakech                                                           | Burkina Faso                                                        | 2 – 1                                                               | Mali                                                                | Amichevole                                                          | -                                                                   | 46’                                                                 |
| 17-1-2017                                                           | Port-Gentil                                                         | Mali                                                                | 0 – 0                                                               | Egitto                                                              | Coppa d'Africa 2017 - 1º turno                                      | -                                                                   | 65’                                                                 |
| 21-1-2017                                                           | Port-Gentil                                                         | Ghana                                                               | 1 – 0                                                               | Mali                                                                | Coppa d'Africa 2017 - 1º turno                                      | -                                                                   | 46’                                                                 |
| 25-1-2017                                                           | Oyem                                                                | Uganda                                                              | 1 – 1                                                               | Mali                                                                | Coppa d'Africa 2017 - 1º turno                                      | 1                                                                   |                                                                     |
| 10-6-2017                                                           | Bamako                                                              | Mali                                                                | 2 – 1                                                               | Gabon                                                               | Qual. Coppa d'Africa 2019                                           | 1                                                                   | 84’                                                                 |
| 1-9-2017                                                            | Rabat                                                               | Marocco                                                             | 6 – 0                                                               | Mali                                                                | Qual. Mondiali 2018                                                 | -                                                                   | 78’                                                                 |
| 5-9-2017                                                            | Bamako                                                              | Mali                                                                | 0 – 0                                                               | Marocco                                                             | Qual. Mondiali 2018                                                 | -                                                                   |                                                                     |
| 6-10-2017                                                           | Bamako                                                              | Mali                                                                | 0 – 0                                                               | Costa d'Avorio                                                      | Qual. Mondiali 2018                                                 | -                                                                   | 79’                                                                 |
| 11-11-2017                                                          | Franceville                                                         | Gabon                                                               | 0 – 0                                                               | Mali                                                                | Qual. Mondiali 2018                                                 | -                                                                   | 71’                                                                 |
| 23-3-2018                                                           | Liegi                                                               | Giappone                                                            | 1 – 1                                                               | Mali                                                                | Amichevole                                                          | -                                                                   | 84’                                                                 |
| 9-9-2018                                                            | Juba                                                                | Sudan del Sud                                                       | 0 – 3                                                               | Mali                                                                | Qual. Coppa d'Africa 2019                                           | -                                                                   | 84’                                                                 |
| 12-10-2018                                                          | Yaoundé                                                             | Mali                                                                | 0 – 0                                                               | Burundi                                                             | Qual. Coppa d'Africa 2019                                           | -                                                                   | 59’                                                                 |
| 16-10-2018                                                          | Bujumbura                                                           | Burundi                                                             | 1 – 1                                                               | Mali                                                                | Qual. Coppa d'Africa 2019                                           | -                                                                   | 65’                                                                 |
| 12-1-2022                                                           | Limbe                                                               | Tunisia                                                             | 0 – 1                                                               | Mali                                                                | Coppa d'Africa 2021 - 1º turno                                      | -                                                                   | 59’                                                                 |
| 16-1-2022                                                           | Limbe                                                               | Gambia                                                              | 1 – 1                                                               | Mali                                                                | Coppa d'Africa 2021 - 1º turno                                      | -                                                                   |                                                                     |
| 20-1-2022                                                           | Douala                                                              | Mali                                                                | 2 – 0                                                               | Mauritania                                                          | Coppa d'Africa 2021 - 1º turno                                      | -                                                                   | 60’ 63’                                                             |
| 26-1-2022                                                           | Limbe                                                               | Mali                                                                | 0 – 0 dts (5 – 6 dtr)                                               | Guinea Equatoriale                                                  | Coppa d'Africa 2021 - Ottavi di finale                              | -                                                                   | 70’                                                                 |
| 25-3-2022                                                           | Bamako                                                              | Mali                                                                | 0 – 1                                                               | Tunisia                                                             | Qual. Mondiali 2022                                                 | -                                                                   |                                                                     |
| 29-3-2022                                                           | Radès                                                               | Tunisia                                                             | 0 – 0                                                               | Mali                                                                | Qual. Mondiali 2022                                                 | -                                                                   | 69’ 73’                                                             |
| 4-6-2022                                                            | Bamako                                                              | Mali                                                                | 4 – 0                                                               | Rep. del Congo                                                      | Qual. Coppa d'Africa 2023                                           | -                                                                   | 81’                                                                 |
| 9-6-2022                                                            | Kampala                                                             | Sudan del Sud                                                       | 1 – 3                                                               | Mali                                                                | Qual. Coppa d'Africa 2023                                           | -                                                                   | 46’                                                                 |
| 23-9-2022                                                           | Bamako                                                              | Mali                                                                | 1 – 0                                                               | Zambia                                                              | Amichevole                                                          | -                                                                   | 63’                                                                 |
| 26-9-2022                                                           | Bamako                                                              | Mali                                                                | 0 – 0                                                               | Zambia                                                              | Amichevole                                                          | -                                                                   |                                                                     |
| 8-9-2023                                                            | Bamako                                                              | Mali                                                                | 4 – 0                                                               | Sudan del Sud                                                       | Qual. Coppa d'Africa 2023                                           | -                                                                   | 62’                                                                 |
| 12-9-2023                                                           | Abidjan                                                             | Costa d'Avorio                                                      | 0 – 0                                                               | Mali                                                                | Amichevole                                                          | -                                                                   |                                                                     |
| 20-11-2023                                                          | Bamako                                                              | Mali                                                                | 1 – 1                                                               | Rep. Centrafricana                                                  | Qual. Mondiali 2026                                                 | -                                                                   | 62’                                                                 |
| 6-1-2024                                                            | Bamako                                                              | Mali                                                                | 6 – 2                                                               | Guinea-Bissau                                                       | Amichevole                                                          | -                                                                   | 46’                                                                 |
| 16-1-2024                                                           | Korhogo                                                             | Mali                                                                | 2 – 0                                                               | Sudafrica                                                           | Coppa d'Africa 2023 - 1º turno                                      | -                                                                   | 58’                                                                 |
| 20-1-2024                                                           | Korhogo                                                             | Tunisia                                                             | 1 – 1                                                               | Mali                                                                | Coppa d'Africa 2023 - 1º turno                                      | -                                                                   | 84’                                                                 |
| 24-1-2024                                                           | San-Pédro                                                           | Namibia                                                             | 0 – 0                                                               | Mali                                                                | Coppa d'Africa 2023 - 1º turno                                      | -                                                                   |                                                                     |
| 3-2-2024                                                            | Bouaké                                                              | Mali                                                                | 1 – 2 dts                                                           | Costa d'Avorio                                                      | Coppa d'Africa 2023 - Quarti di finale                              | -                                                                   | 90+7’                                                               |
| 6-9-2024                                                            | Bamako                                                              | Mali                                                                | 1 – 1                                                               | Mozambico                                                           | Qual. Coppa d'Africa 2025                                           | 1                                                                   | Cap. 90+4’                                                          |
| 10-9-2024                                                           | Mbombela                                                            | eSwatini                                                            | 0 – 1                                                               | Mali                                                                | Qual. Coppa d'Africa 2025                                           | 1                                                                   | Cap. 66’                                                            |
| 11-10-2024                                                          | Bamako                                                              | Mali                                                                | 1 – 0                                                               | Guinea-Bissau                                                       | Qual. Coppa d'Africa 2025                                           | -                                                                   | Cap. 89’                                                            |
| 15-10-2024                                                          | Bissau                                                              | Guinea-Bissau                                                       | 0 – 0                                                               | Mali                                                                | Qual. Coppa d'Africa 2025                                           | -                                                                   | Cap.                                                                |
| 15-11-2024                                                          | Maputo                                                              | Mozambico                                                           | 0 – 1                                                               | Mali                                                                | Qual. Coppa d'Africa 2025                                           | -                                                                   | Cap.                                                                |
| 19-11-2024                                                          | Bamako                                                              | Mali                                                                | 6 – 0                                                               | eSwatini                                                            | Qual. Coppa d'Africa 2025                                           | -                                                                   | Cap. 46’                                                            |
| 20-3-2025                                                           | Berkane                                                             | Comore                                                              | 0 – 3                                                               | Mali                                                                | Qual. Mondiali 2026                                                 | -                                                                   | Cap. 79’                                                            |
| 24-3-2025                                                           | Casablanca                                                          | Rep. Centrafricana                                                  | 0 – 0                                                               | Mali                                                                | Qual. Mondiali 2026                                                 | -                                                                   | Cap.                                                                |
| Totale                                                              |                                                                     | Presenze                                                            | 45                                                                  |                                                                     | Reti                                                                | 5                                                                   |                                                                     |

## Palmarès

### Competizioni internazionali
- UEFA Europa League: 1

Tottenham: 2024-2025